# Integrated Truss Structure
Die Integrated Truss Structure (ITS; dt.: Integrierte Gitterstruktur) ist die tragende Gitterstruktur der Internationalen Raumstation (ISS). Sie bildet deren Rückgrat und ist quer zur Flugrichtung ausgerichtet.
Die ITS ist wie die gesamte Raumstation modular aufgebaut. Die einzelnen Elemente tragen Bezeichnungen aus einer Buchstaben-/Zahlenkombination („P“ steht für Port, von engl. Backbord; „S“ steht für Starboard, von engl. Steuerbord): P1, P3/4, P5 und P6 sind in Flugrichtung links angeordnet, während auf der rechten Seite die Elemente S1, S3/4, S5 und S6 montiert sind. Das Element S0 liegt in der Mitte und ist über das Destiny-Labor mit dem bewohnten Teil der Station verbunden.
Die Integrated Truss Structure ist eine im Querschnitt trapezförmige, starre Leichtmetallstruktur mit zusätzlichen Querstreben. Für die Verbindung der einzelnen Segmente der Gitterstruktur existiert ein spezielles „Module-to-Truss Segment Attachment System“. Für jede Verbindung gibt es einen fernbedienbaren Fangriegel, der beide Elemente zunächst locker verbindet und danach festgezogen wird. Außerdem greifen dann vier motorgetriebene Bolzen, die zusätzlich gesichert werden.
Die Gitterstrukturen wurden von Boeing hergestellt, die Radiatoren- und Solarzellenflächen fertigte Lockheed Martin für die NASA.

## Gitterstruktur
| Zusammenfassung Einzelelemente      |                 |                   |           |            |          |            |
| Element                             | Mission         | Startdatum        | Länge (m) | Breite (m) | Höhe (m) | Masse (kg) |
| Z1-Gitterelement                    | 03A.1 – STS-92  | 11. Oktober 2000  | 04,9      | 4,2        |          | 08.755     |
| P6-Gitterelement – Solarpaneel      | 04A.1 – STS-97  | 1. Dezember 2000  | 10,67     | 4,87       | 4,9      | 15.873     |
| S0-Gitterelement                    | 08A.1 – STS-110 | 8. April 2002     | 13,4      | 4,6        |          | 13.970     |
| S1-Gitterelement                    | 09A.1 – STS-112 | 7. Oktober 2002   | 13,7      | 4,57       | 3,96     | 12.572     |
| P1-Gitterelement                    | 11A.1 – STS-113 | 24. November 2002 | 13,7      | 4,57       | 3,96     | 12.477     |
| P3/P4-Gitterelement – Solarpaneel   | 12A.1 – STS-115 | 9. September 2006 | 13,8      | 4,88       | 4,75     | 15.900     |
| P5-Gitterelement                    | 12A.1 – STS-116 | 10. Dezember 2006 |           | 4,55       | 4,24     | 01.864     |
| S3/S4-Gitterelement – Solarpaneel   | 13A.1 – STS-117 | 8. Juni 2007      | 13,8      | 4,88       | 4,75     | 16.183     |
| S5-Gitterelement                    | 13A.1 – STS-118 | 8. August 2007    | 03,37     | 4,55       | 4,24     | 01.819     |
| P6-Gitterelement – Repositionierung | 10A.1 – STS-120 | 23. Oktober 2007  | –         | –          | –        | –          |
| S6-Gitterelement – Solarpaneel      | 15A.1 – STS-119 | 15. März 2009     | 13,4      | 4,9        | 4,9      | 15.824     |
| S2 und P2 wurden annulliert.        |                 |                   |           |            |          |            |

|    |    |    |    |    |    |    |    |    |    |    |    |  |
|    | 1B |    | 3A |    |    |    |    |    | 2A |    | 4B |  |
| S6 | S5 | S4 | S3 | S1 | S0 | P1 | P3 | P4 | P5 | P6 |    |  |
| 3B |    | 1A |    |    |    |    |    | 4A |    | 2B |    |  |
|    |    |    |    |    |    |    |    |    |    |    |    |  |

### Integrated Truss Structure Z1

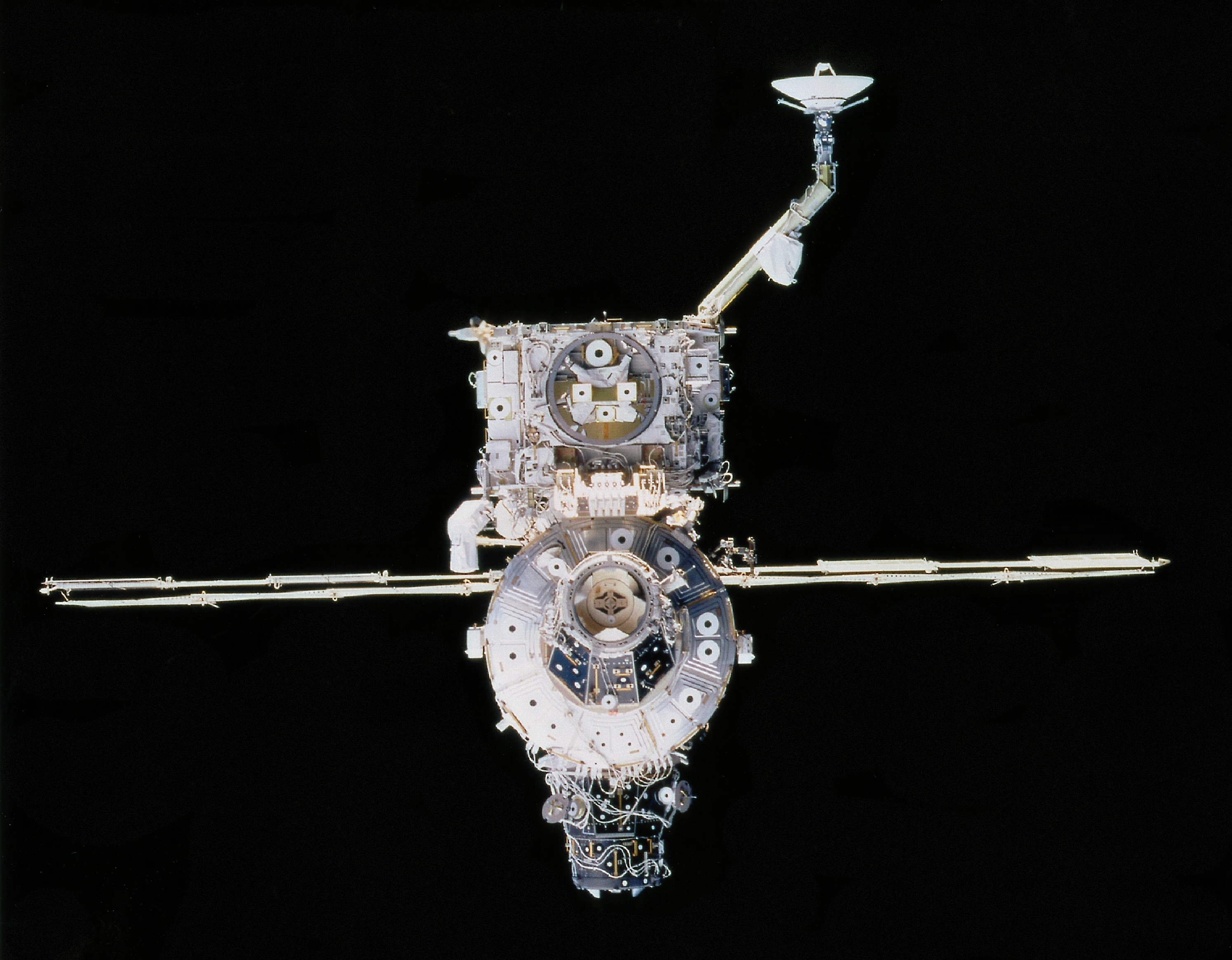
Das Unity-Modul mit dem oben angebrachten Z1-Modul, aufgenommen von STS-92 im Oktober 2000

Das Z1-Gitterelement („Z“ steht für Zenit) wurde im Oktober 2000 von der STS-92-Mission zur Raumstation gebracht und auf der Oberseite des Moduls Unity montiert. Im Z1 sind vier Gyroskope zur Lageregelung der Station nebst Motoren und Heizungen installiert. Die Gyros haben jeweils eine Masse von 315 kg und erreichen eine maximale Drehzahl von 6.600 Umdrehungen pro Minute (Drehimpuls: etwa 2.300 Js). Seine Abmessungen sind 4,9 m × 4,2 m bei einer Gesamtmasse von 8,8 t. An Z1 sind zwei Kommunikationsantennen für Daten und Videobilder montiert. Z1 wurde in der Aufbauphase der Station auch als Träger des P6-Gittermastes mit seinen Solarzellenflächen genutzt. Deshalb gehören Stromkonverter ebenfalls zur Ausrüstung.
Im Inneren des Moduls befindet sich ein kleiner Stauraum, der zur Lagerung von Ausrüstungsgegenständen und Ersatzteilen benutzt wird. Dieser ist von Unity Zenit aus durch eine verschließbare Luke zugänglich.

### Integrated Truss Structure S0
Starboard Zero S0 (englisch für Steuerbord Null) ist das zentrale Segment der über 100 m langen Gitterstruktur der Internationalen Raumstation, das im April 2002 von der STS-110-Mission installiert wurde. S0 ist über ausfahrbare Teleskopstützen mit dem Labormodul Destiny verbunden.

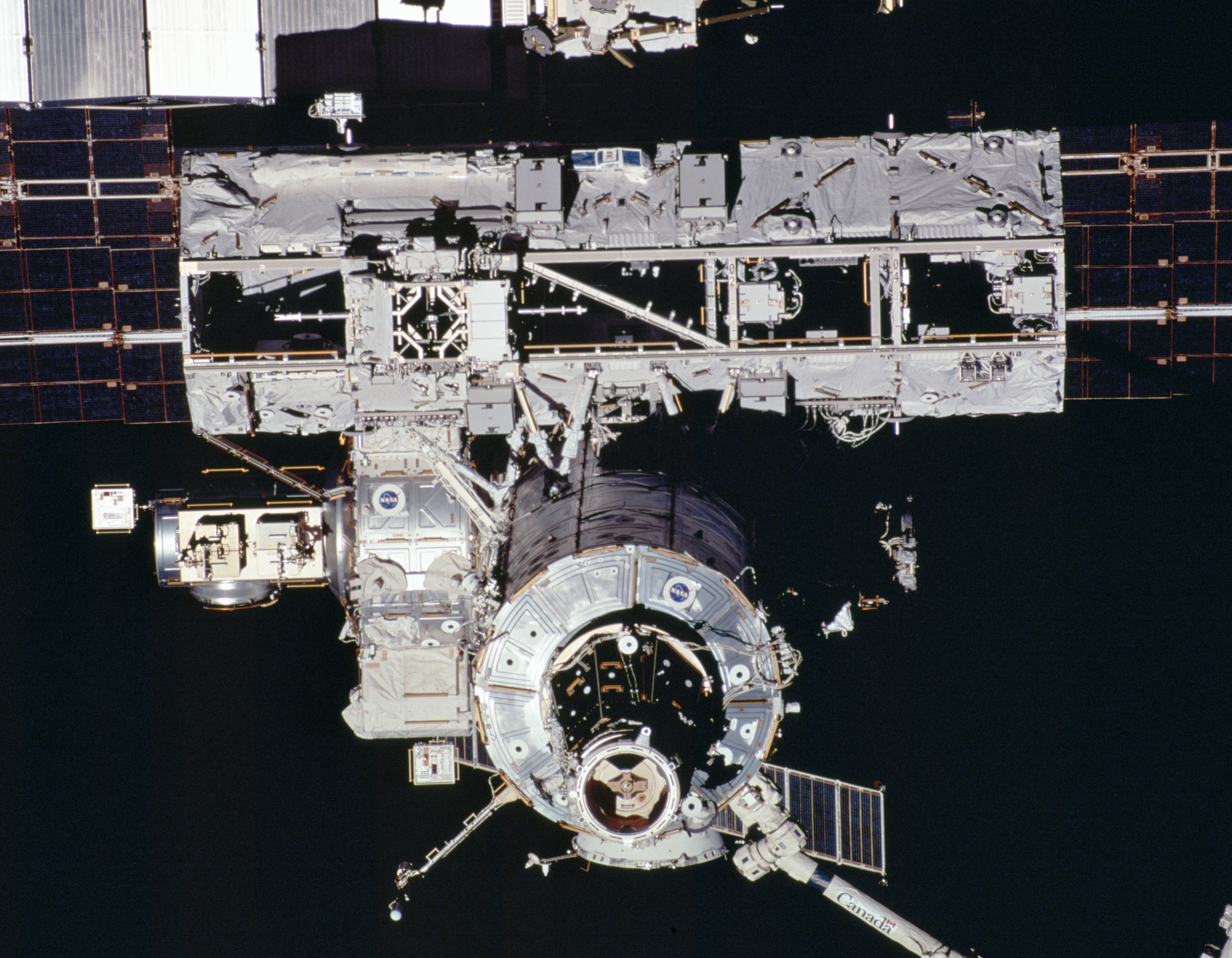
ISS nach der Installation des S0-Gitterelements, das im Vordergrund des Bildes zu sehen ist

Das S0-Gitterelement ist 13,47 m lang, 4,57 m breit, hat eine Masse von 12.118 kg und besteht aus fünf einzelnen Buchten. Es verfügt außerdem über ein System zum automatischen Anschluss an Versorgungsleitungen (Energie, Daten, Kühlmittel), einen 6,40 m langen Radiator zur Abstrahlung überschüssiger Wärme (vor allem aus den Energiesystemen), eine transportable Arbeitsplattform, vier GPS-Antennen zur Positionsbestimmung der Station, ein davon unabhängiges System aus zwei Messkomplexen mit je drei Ringlaserkreiseln, die Beschleunigungen in allen drei Achsen bestimmen und über Computer die Position der Station berechnen, einen Detektor für geladene Teilchen, vier Energie-Umschalteinheiten, zwei Stromkreisunterbrecher, drei Halogenscheinwerfer, zwei unabhängige Steuersysteme zur Fernbedienung der wichtigsten Funktionen, eine Vielzahl von Versorgungskabeln mit automatischen Anschlussvorrichtungen sowie Schienen auf der nach vorn weisenden Seite für den Mobilen Transporter (MT).
Der MT ist eine Aluminiumkonstruktion, 2,74 m lang, 2,62 m breit und 97 cm hoch. Er hat eine Masse von 885 kg und läuft auf Schienen entlang der Gitterstruktur. Eine komplexe Software übernimmt die Steuerung der 20 Motoren zum Fahren, Feststellen und Anschließen der Energiekupplungen. Dem mobilen Transporter stehen zehn Andockstellen auf den einzelnen Gittersegmenten zur Verfügung. Zwischen Schiene und Transporter herrscht im festgestellten Zustand eine Anpresskraft von etwa 30 kN. Die maximale Nutzlast liegt bei 20,9 t.

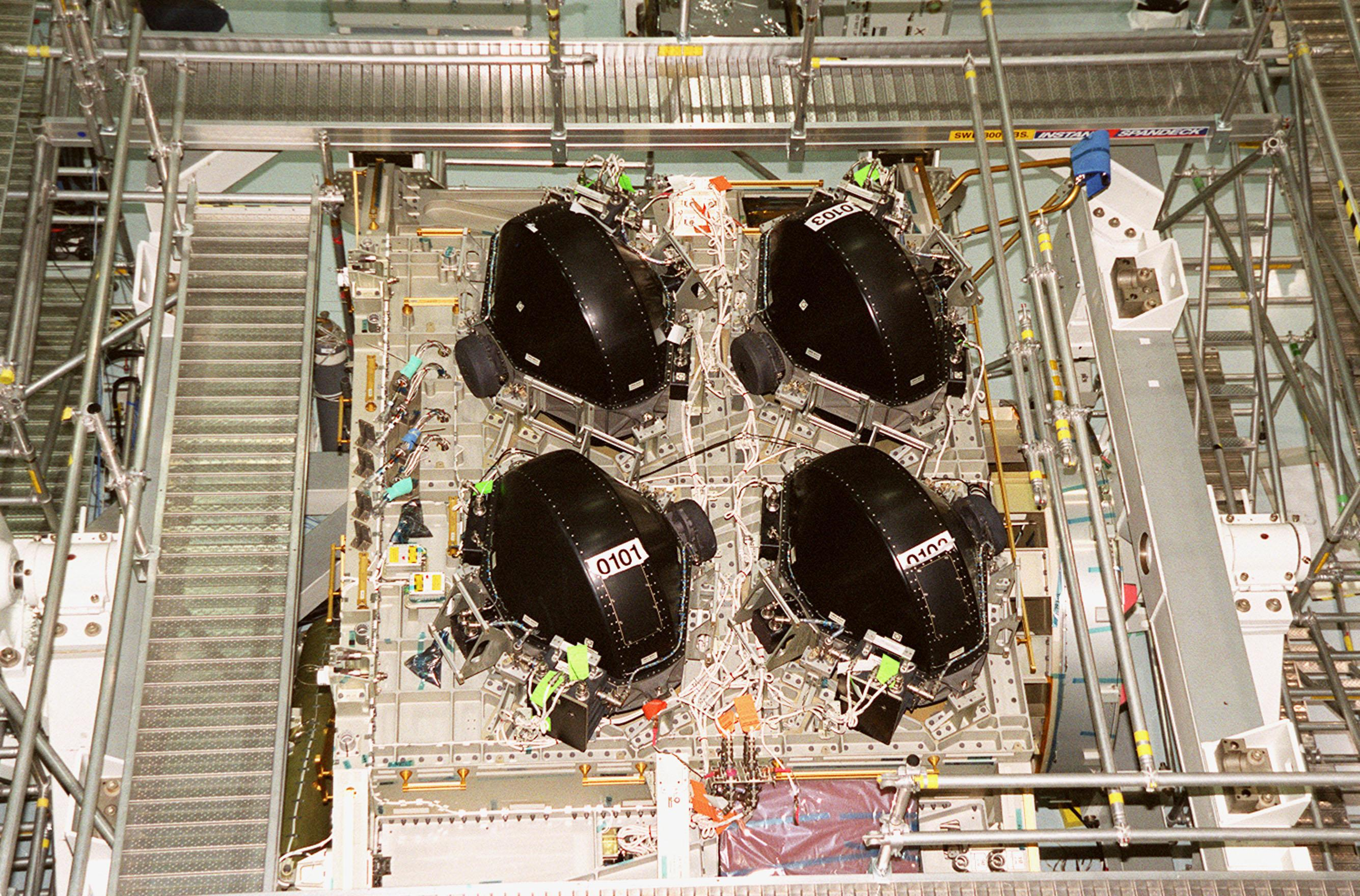
Das Gitterelement Z1 (Zenit 1) der ISS mit vier Gyroskopen
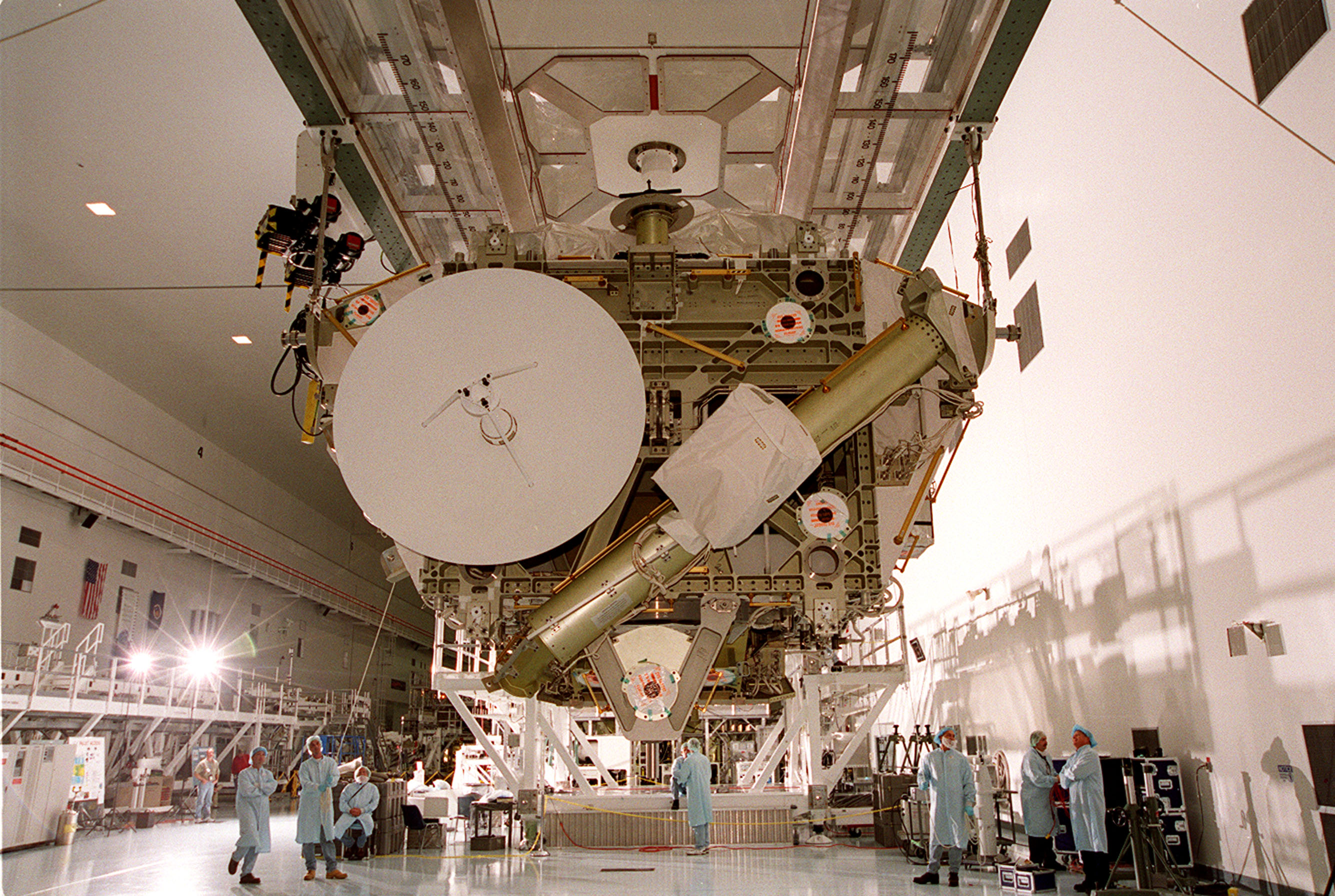
Z1-Gitterelement bei den Startvorbereitungen
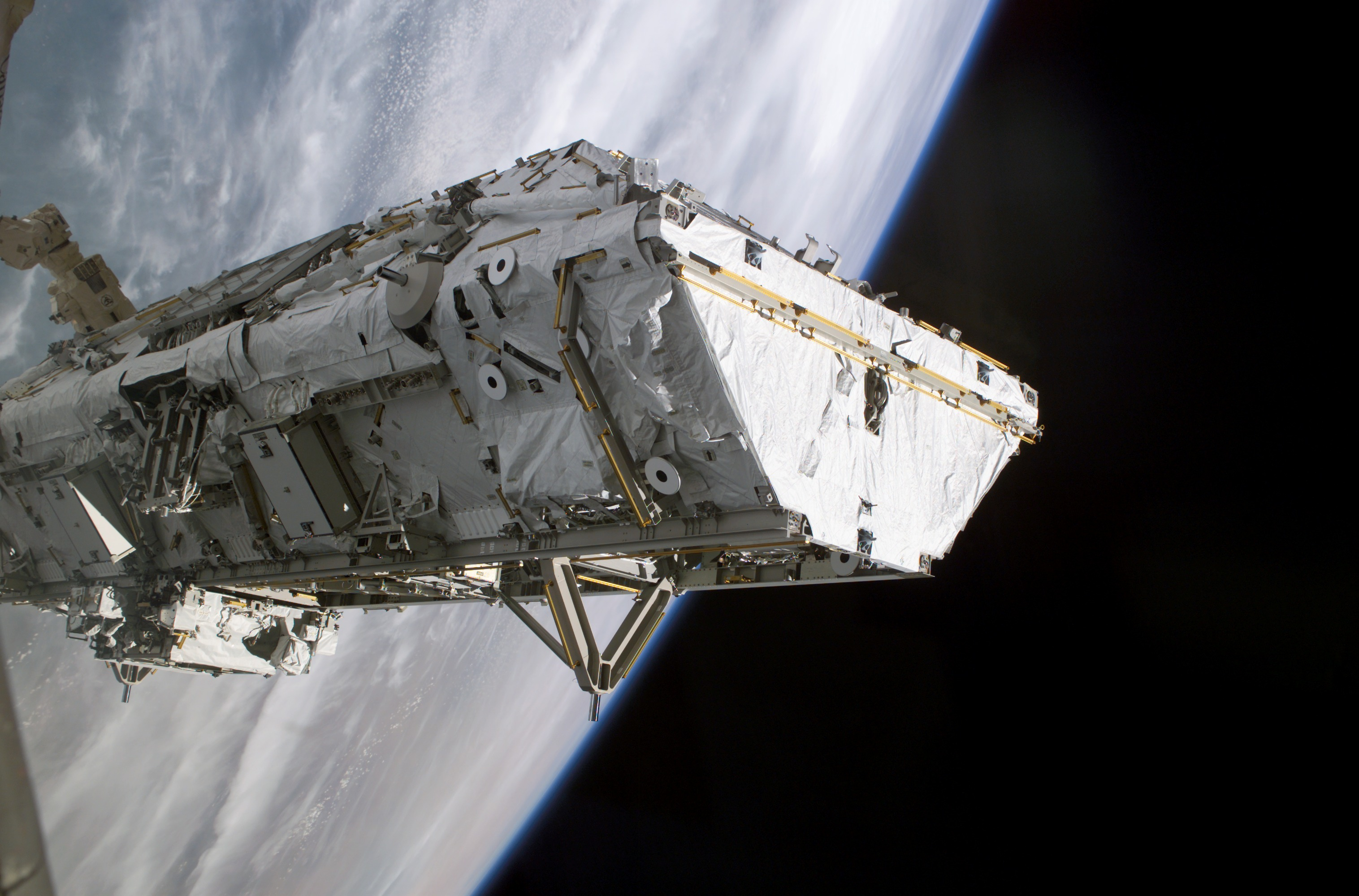
ISS-Gitterstruktur S0 beim Transport aus der Ladebucht des Space Shuttles
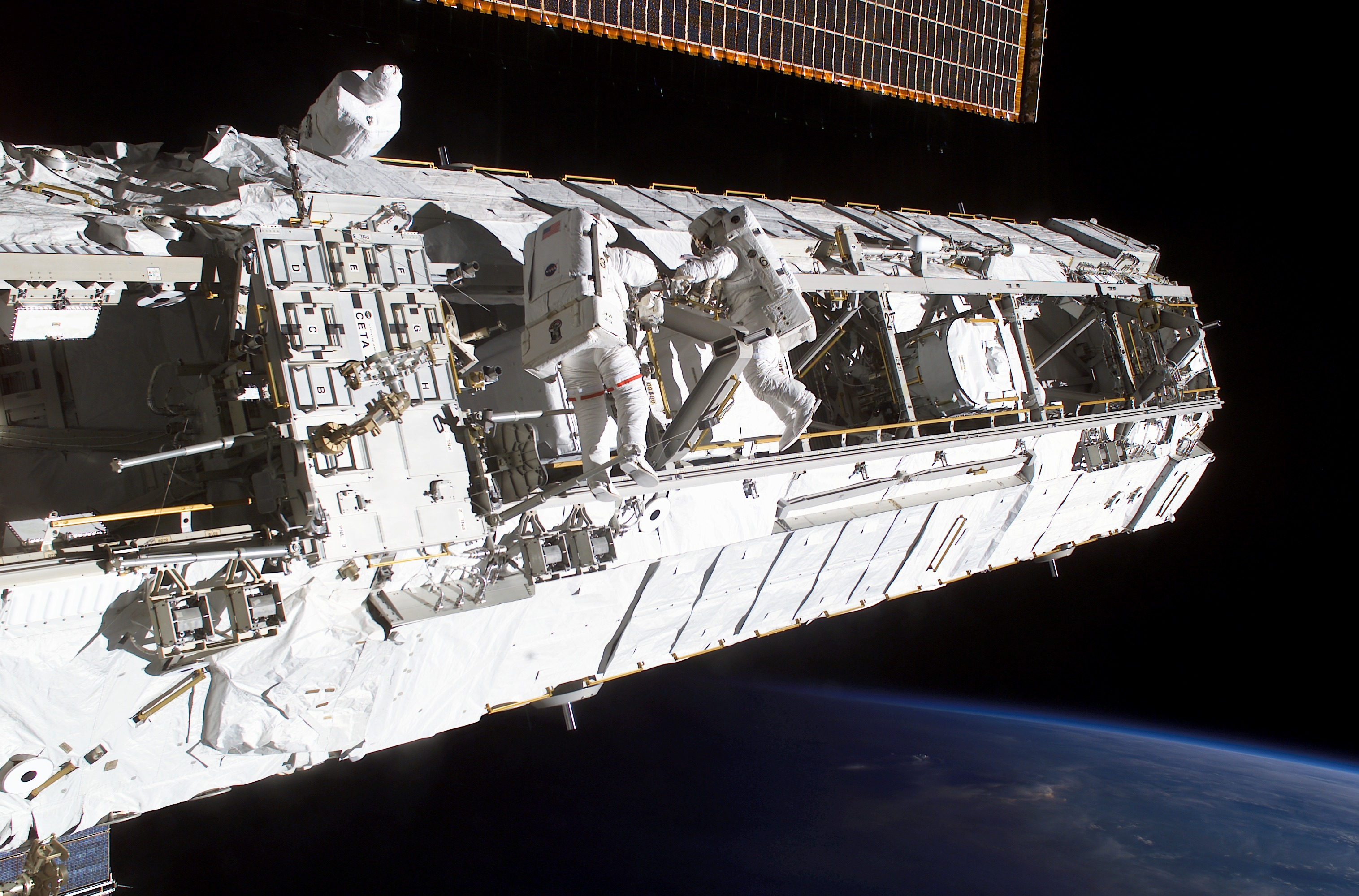
Astronauten der STS-113 Mission arbeiten an dem P1-Gittersegment
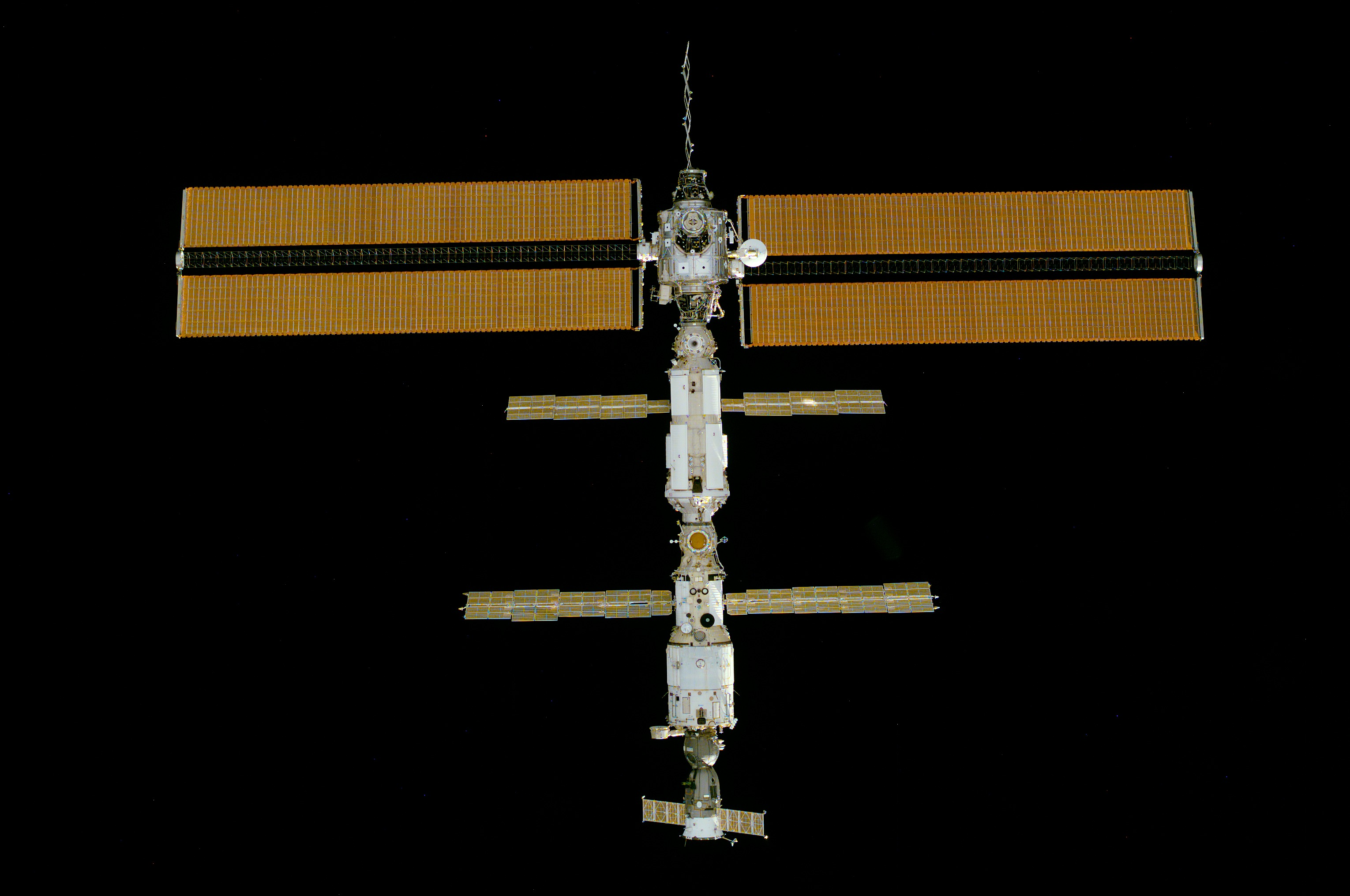
ISS am 9. Oktober 2000, nach der Installation des P6-Energiemoduls
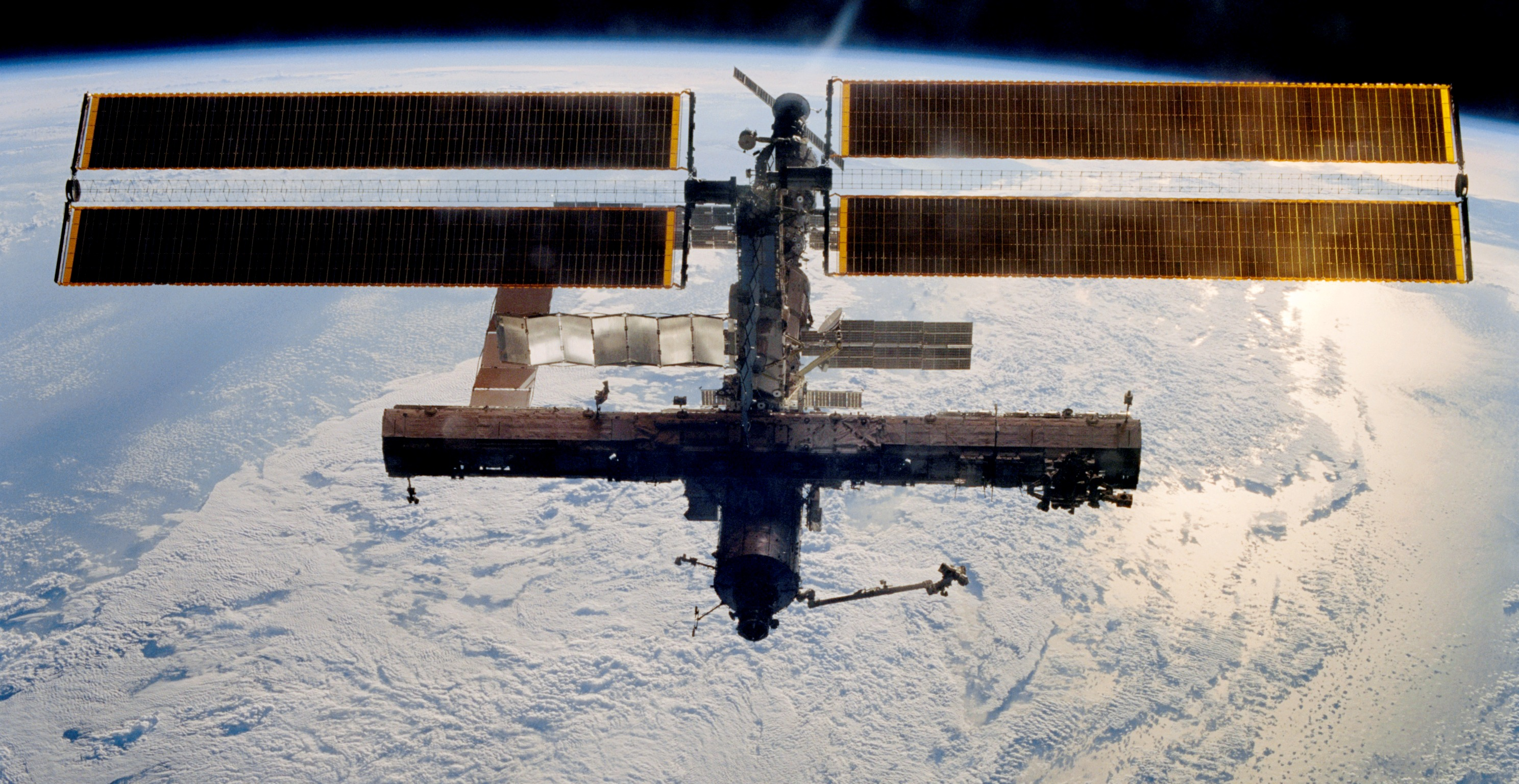
Die ISS mit den ersten drei Teilen der Gitterstruktur: S1 – S0 – P1
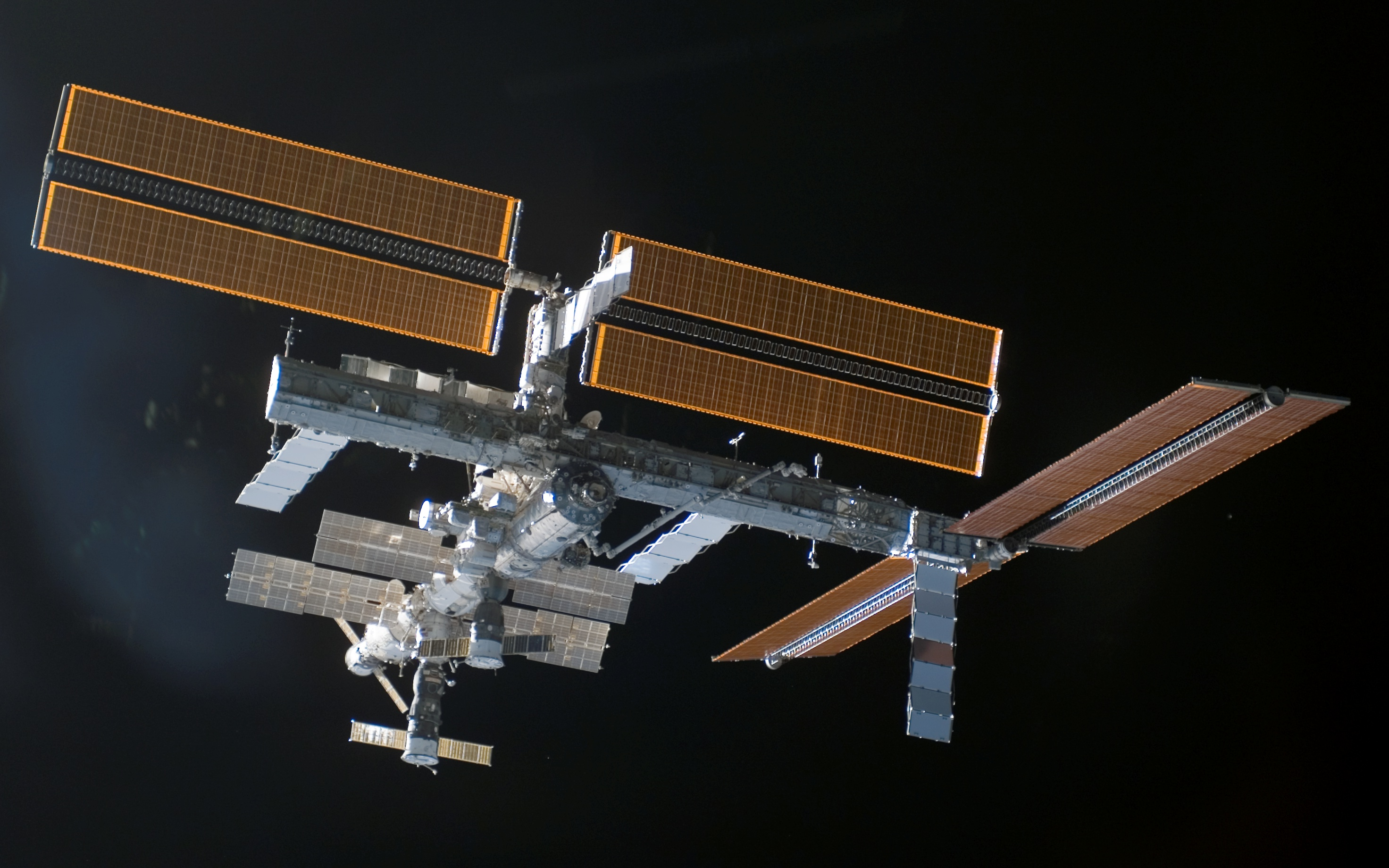
Die ISS nach der Installation des P3/P4-Truss (rechts)

### Integrated Truss Structure P1 und S1

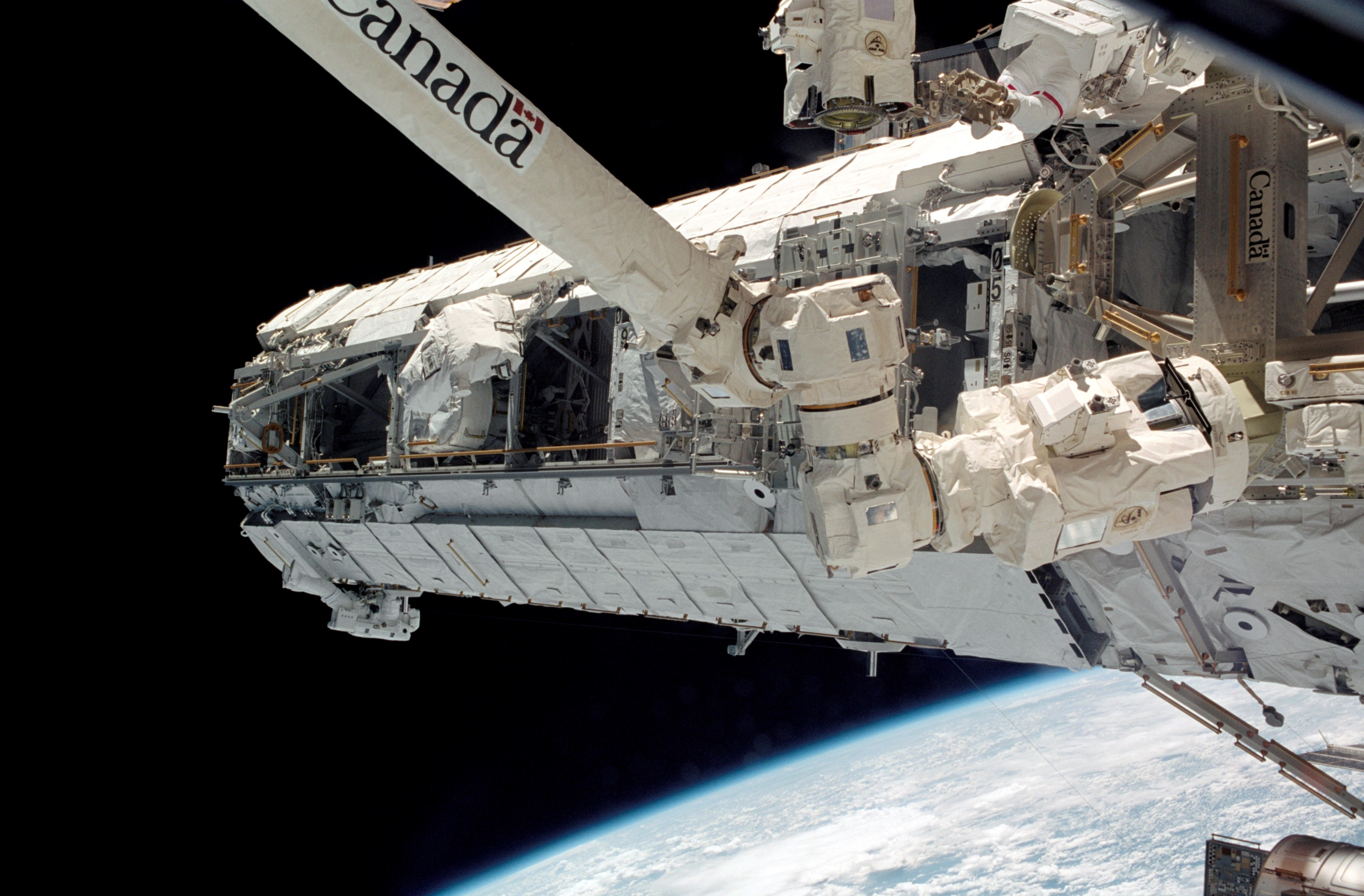
S1 Gittersegment nach der Installation durch die Crew der STS-112 Mission

Portside One P1 wurde am 24. November 2002 an Bord der Endeavour (STS-113) und Starboard One S1 wurde am 7. Oktober 2002 an Bord der Atlantis (STS-112) in eine Erdumlaufbahn gebracht und beide wurden jeweils drei Tage später am zentralen Modul S0 angekoppelt. Die beiden Elemente sind jeweils etwa 14 Meter lang, 4,57 Meter breit und haben eine Masse von 12,5 Tonnen. Sie verfügen jeweils über ein System zum automatischen Anschluss von Versorgungsleitungen (Energie, Daten, Kühlmittel), einen Kühlmitteltank, dazu gehört ein Stickstofftank, drei Radiatoren mit je 22 m Länge zur Abstrahlung überschüssiger Wärme (vor allem aus den Energiesystemen) nebst der zugehörigen Drehmechanik und Steuerelektronik, Stromkonverter und -verteiler, zwei Videoanschluss-Stationen, zwei passive und eine aktive Segmentverbindungsanlagen sowie jeweils einen Transportkarren (CETA 1 und 2). Unterschiede bestehen im installierten Kommunikationssystem, S1 besitzt eine S-Band Antenne, P1 ein UHF-Kommunikationssystem.

### Integrated Truss Structure P2 und S2
Die Elemente P2 und S2 waren ursprünglich als Antriebselemente gedacht, wurden aber durch die russische Beteiligung an der Station überflüssig.

### Integrated Truss Structure P3/P4 und S3/S4

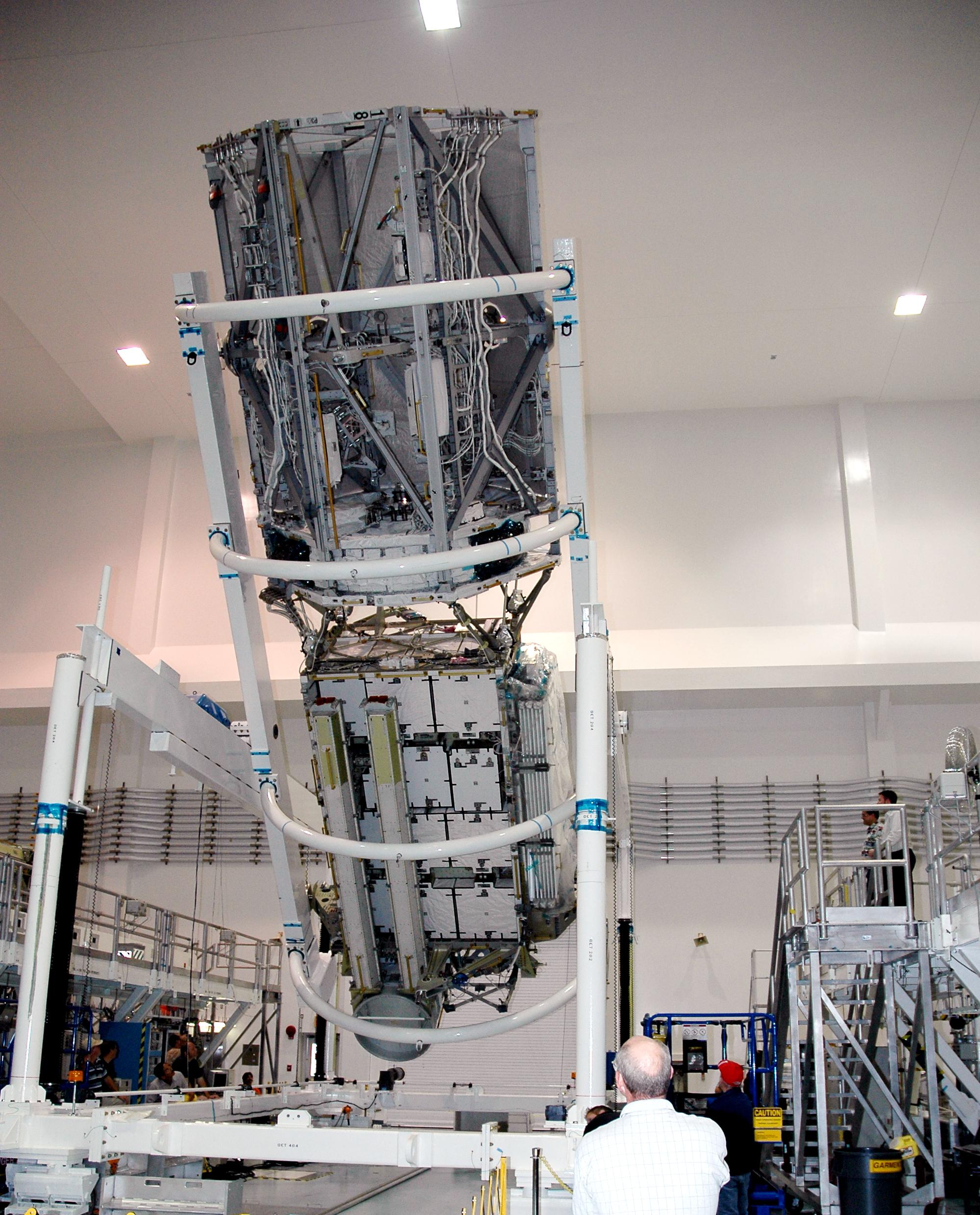
Das P3/P4-Segment vor dem Start

Beide Elemente bestehen jeweils aus zwei einzelnen Segmenten, die bereits vor dem Start miteinander verbunden wurden: die Gitterstrukturen P3 bzw. S3 und die Solarzellenträger P4 bzw. S4. Sie unterscheiden sich geringfügig voneinander: P3/P4 ist 13,81 Meter lang, 4,88 Meter breit, hat eine Höhe von 4,75 Meter und besitzt eine Masse von 15,8 Tonnen. S3/S4 ist 13,66 Meter lang, 4,96 Meter breit und 4,63 Meter hoch bei einer Masse von 16,2 Tonnen.
Das P3(S3)-Element ist über das SARJ-Gelenk (Solar Alpha Rotary Joint) drehbar mit dem P4(S4)-Element verbunden an dem sich zwei ausfaltbare Solarzellenflügel befinden, die der Energiegewinnung dienen. Die Flügel sind drehbar montiert und können so senkrecht zur Sonne ausgerichtet werden. Innerhalb der Gitterstruktur des P4(S4)-Elements befinden sich Akkus zur Speicherung der erzeugten Energie. Weiterhin befindet sich an dem Element auch ein Radiator, der überschüssige Wärme in den Weltraum abgibt und damit die Elektronik des Solarkollektors kühlt.
Das P3/P4-Element wurde im September 2006 mit der Space-Shuttle-Mission STS-115 in den Orbit gebracht und am P1-Träger montiert.
S3/S4 wurde mit der Mission STS-117 im Juni 2007 zur ISS gebracht und am Segment S1 montiert.

### Integrated Truss Structure P5 und S5

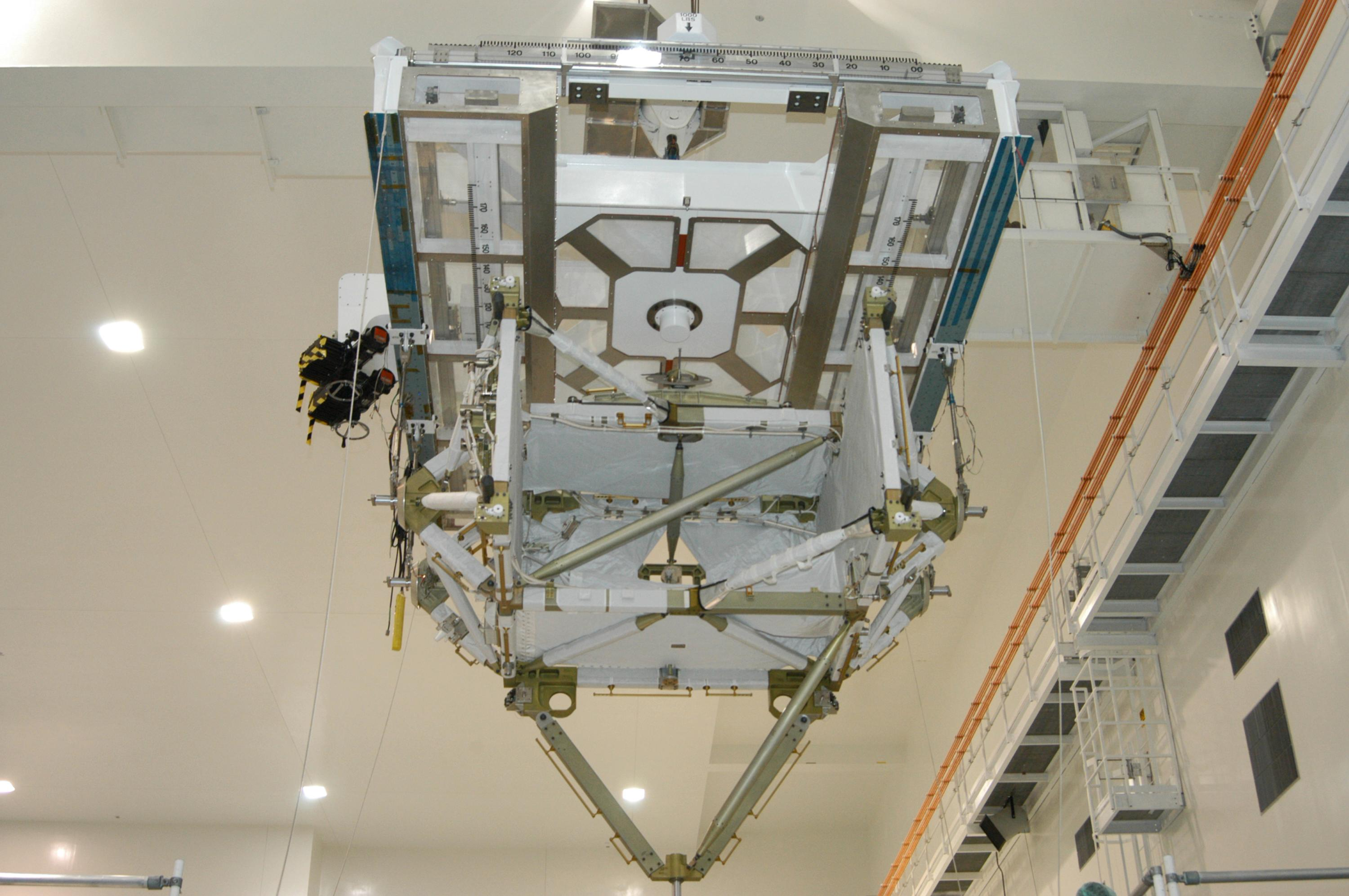
P5-Segment wird für den Start vorbereitet

Bei den Segmenten P5 und S5 handelt es sich jeweils um ein 3,37 m langes Adapterstück, um die P6- und S6-Solarmodule an den P4- und S4-Solarmodulen montieren zu können.
Die P5-Struktur wurde mit der Mission STS-116 (ISS 12A.1) im Dezember 2006 und die S5-Struktur im August 2007 mit der Mission STS-118 (ISS 13A.1) zur ISS transportiert.

### Integrated Truss Structure P6 und S6
P6 und S6 sind die äußersten Segmente der Integrated Truss Structure. Beide bestehen sowohl aus einer Gitterstruktur als auch aus Solarzellenflächen.
P6 wurde während der STS-97-Mission ins All gebracht und am 3. Dezember 2000 zunächst am Sockel Z1 befestigt. Es wurde während der STS-120-Mission am 30. Oktober 2007 an seinen endgültigen Platz am backbordseitigen (in Flugrichtung linken) Teil der ISS, dem P5-Element verlagert.
Mit dem S6-Element wurde das letzte Element der Integrated Truss Structure mit der Mission STS-119 ins All gebracht. Am 19. März 2009 wurde es am S5-Element befestigt. Damit war der Aufbau der Integrated Truss Structure abgeschlossen.

## Module

### Solarzellenflächen

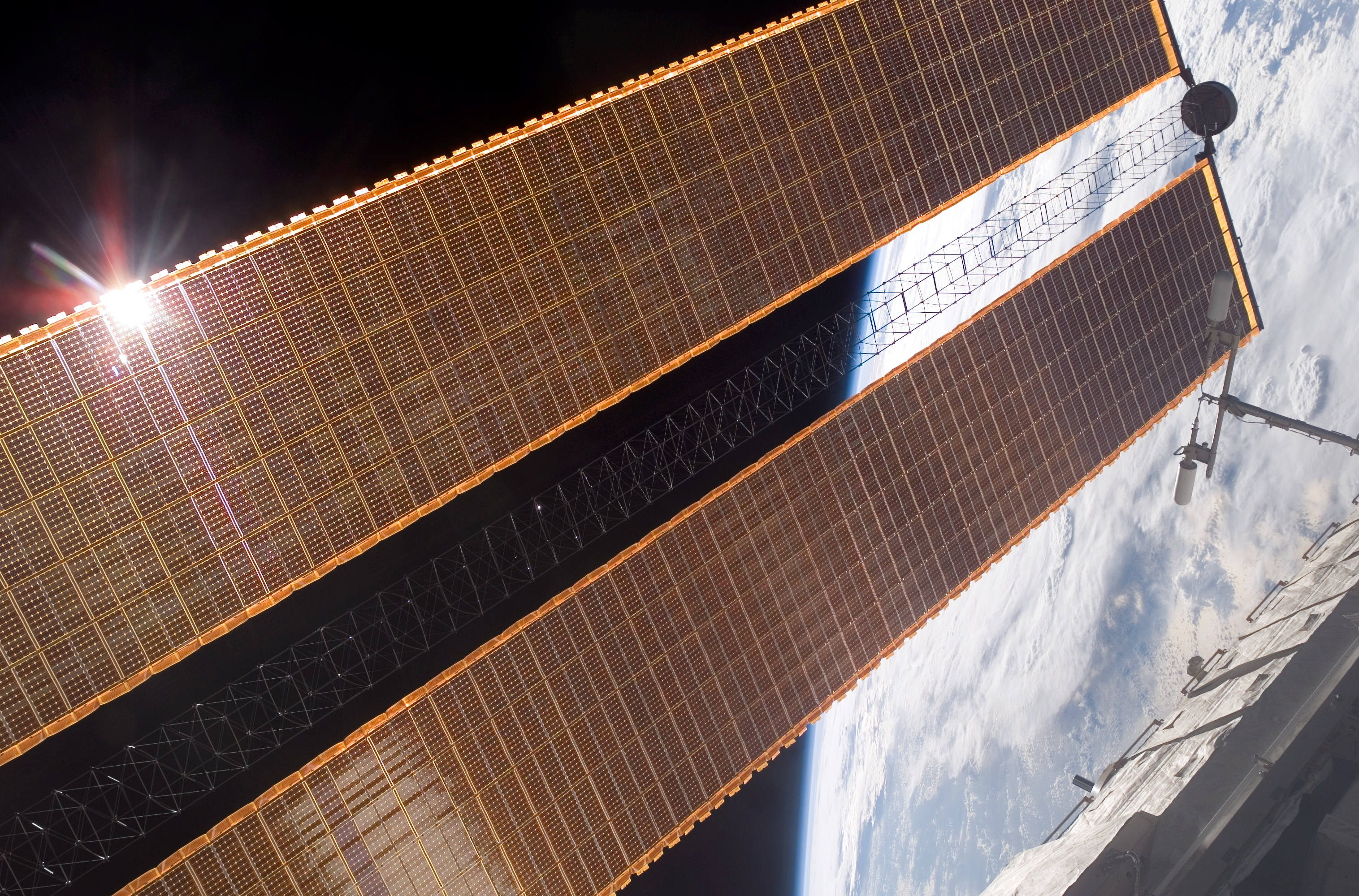
Die beiden Paneele von einem der beiden P4-Solarmodule

Neben kleineren Solarzellen an den russischen Modulen, die vor allem zu Baubeginn genutzt wurden, verfügt die ISS über sechzehn große Solarpaneele, die paarweise in acht Modulen (Solar Array Wings) angeordnet sind. Letztere lieferten anfangs eine elektrische Leistung von bis zu etwa 240 kW, im Jahr 2020 waren es alterungsbedingt nur noch 160 kW. Durch die Montage neuer Solarpaneele wird seit Juni 2021 die alte Leistung schrittweise wiederhergestellt.[veraltet]
Es befinden sich je vier Solarzellenträger an den Enden der ITS-Gitterstruktur: je zwei an den Elementen P6 und P4 auf der Backbord- sowie an S6 und S4 auf der Steuerbordseite. Die Elemente können in ihrer Längsachse um 360° gedreht werden, um immer optimal auf die Sonne ausgerichtet zu sein. Ein Solarmodul ist entfaltet 35,05 m lang und 11,58 m breit. Da jeweils zwei davon gegenüberliegend montiert sind, hat die gesamte Anlage eine Spannweite von 73 m.
Jedes der alten Module hat eine Masse von 1,1 t und besteht aus einem faltbaren Gittermast, zwei faltbaren Solarzellenpaneelen, Spanndrähten zum Ausfahren oder Zurückziehen der Paneele sowie Einrichtungen zu deren Steuerung. Außerdem sind Geräte zur Stabilisierung und Speicherung der elektrischen Energie sowie zur Kühlung sämtlicher Anlagen vorhanden.
Jedes der alten Solarpaneele besteht aus 41 Streifen von je 400 Solarzellen, von denen jede im Neuzustand bis zu 1 Watt an elektrischer Leistung abgeben konnte. Ein Modul besitzt somit 32.800 Solarzellen und konnte bis zu 32,8 kW Gleichstrom erzeugen, wovon theoretisch bis zu 31 kW nutzbar waren. Der Strom gelangt über 82 Leitungen pro Paneel zu drei Ladesystemen mit je zwei Akkus. Die Spannung wird auf etwa 140 V geregelt. Es kann gleichzeitig Strom für die Steuerung, die Kühleinrichtungen und die Station bereitgestellt werden. Außerdem werden die Akkus geladen (maximal 3 × 8,4 kW pro Solarmodul).
Die neuen Solarmodule sind wesentlich kleiner als die alten, da moderne Solarzellen effizienter arbeiten. Sie werden vor sechs der acht alten Module montiert, die dadurch auf gut der Hälfte ihrer Fläche abgeschattet werden. Durch die höhere Leistungsabgabe der neuen Solarzellen ergibt sich insgesamt eine Verbesserung der Stromversorgung der Station um 20–30 %.[veraltet]
Das Kühlsystem besteht aus Kühlkörpern mit Kühlrippen, die direkten Kontakt zu den wärmeerzeugenden Teilen haben, mehreren Kühlkreisläufen mit Ammoniak als Kühlmittel, elektrischen Pumpen und einem Radiator, der theoretisch 14 kW Abstrahlungsleistung besitzt. Alle Anlagen haben zusammen einen Leistungsbedarf von mehr als 6 kW, der somit nicht für eine Nutzung in der Raumstation zur Verfügung steht.
Zusammengefasst handelt es sich eher um ein kleines Kraftwerk als um eine Solaranlage. Die komplexen Systeme werden durch mehrere Computer gesteuert und im Laufe des Betriebs der Raumstation gewartet. Alleine das Energiemodul S6 kostete etwa 1,2 Milliarden US-Dollar.

### Akkumulatoren
Die Akkus stellen den Strom für die Station zur Verfügung, während sich diese im Schatten der Erde befindet. Sie sind in den Elementen S4, P4, S6 und P6 installiert. Jeder der ursprünglich eingebauten Akkus bestand aus 38 Nickel-Wasserstoff-Einzelzellen, hatte mit 38.000 Lade-Entlade-Zyklen eine veranschlagte Lebensdauer von sechseinhalb Jahren und eine Masse von 187 kg. Seit 2019 werden die Nickel-Wasserstoff-Akkus nach und nach durch Lithium-Ionen-Akkus ersetzt. Dazu sind zahlreiche Außenbordeinsätze nötig.

### Solar Alpha Rotary Joint
Das Solar Alpha Rotary Joint (SARJ) ist ein Drehgelenk, das die Aufgabe hat, die Solarpaneele stets genau der Sonne nachzuführen, um eine bestmögliche Energiegewinnung zu gewährleisten. Dazu werden die Solarzellenflächen so gedreht, dass die Sonne senkrecht auf die Solarzellen fällt. Die einzelnen Solarflügel können zusätzlich an ihren Befestigungen um eine zweite Achse – Beta Gimbal Assembly (BGA) genannt – gedreht werden.
Es gibt zwei SARJs, von denen das erste die Segmente P3 und P4 und das zweite die Segmente S3 und S4 verbindet. Die beiden Gelenke haben die Form eines Wagenrades und drehen die jeweiligen Enden der Gitterstruktur, bestehend aus den Elementen S4, S5 und S6 sowie P4, P5 und P6. Alle elektrischen Verbindungen sind über Schleifringe geführt, damit das Gelenk nicht zurückgedreht werden muss.
Mit einem Durchmesser von 3,20 Metern, einer Länge von 1,02 Meter und einer Masse von 1,1 Tonnen kann das SARJ mit einer Genauigkeit von einem Grad über 360 Grad gedreht werden. Gebaut wurde das SARJ von Lockheed Martin.
Am Steuerbord-SARJ wurde im Laufe des Jahres 2008 ein sehr großer Verschleiß festgestellt, das Problem wurde während der STS-126-Mission behoben.

### Crew and Equipment Translation Aid (CETA)

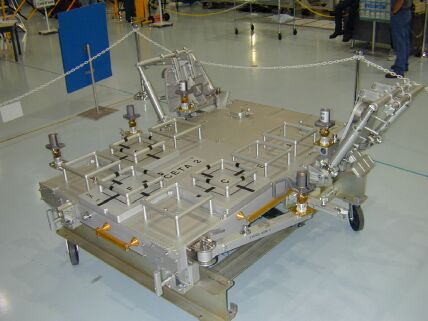
Transportkarren CETA

Auf der Integrated Truss Structure befinden sich außerdem zwei CETA-Plattformen. Bei der Crew and Equipment Translation Aid (abgekürzt CETA, englisch für Mannschafts- und Ausrüstungsbeförderungshilfe) handelt es sich um eine mobile handkarrenartige Kleinplattform, die auf den Schienen der Gitterstruktur bewegt werden kann. Sie besteht aus einer Aluminiumplatte mit daran befestigten Halterungen für Nutzlasten, mit Führungsrädern, Feststelleinrichtungen, Stoßabsorbern und verschiedenen Behältern. Sie hat eine Masse von 283 kg, ist 2,50 m lang, 2,36 m breit und 0,89 m hoch. Mit eingeklappten Auslegern kann CETA von einer Seite des Mobilen Transporters auf die andere bewegt werden. Beide Systeme verwenden das gleiche Schienensystem.
Während der Mobile Transporter allerdings für die Beförderung von Lasten bis etwa 20 t Masse gedacht ist, dient CETA als einfach zu bedienendes Transportsystem für Raumfahrer und kleinere Nutzlasten.